# David Scott Dibble

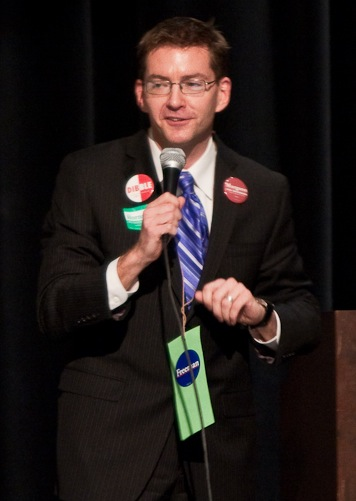
David Scott Dibble

David Scott Dibble (* 27. August 1965) ist ein US-amerikanischer Politiker der Demokratischen Partei.

## Leben
Dibble studierte an der University of Minnesota und an der University of St. Thomas in Saint Paul. Vom 3. Januar 2001 bis 6. Januar  2003 war Dibble Abgeordneter im Repräsentantenhaus von Minnesota. Dibble ist seit 2003 Mitglied im Senat von Minnesota als Nachfolger von Myron Orfield. Er heiratete in Kalifornien Richard Leyva und wohnt in Minneapolis, Minnesota.